# Jan Wasilewski
Jan Wasilewski (ur. 6 maja 1942 w Wilnie) – polski fizyk, profesor molekularnej fizyki teoretycznej, zajmuje się również chemią kwantową i informatyką stosowaną. Pracownik Katedry Informatyki Stosowanej działającej na Wydziale Fizyki, Astronomii i Informatyki Stosowanej Uniwersytetu Mikołaja Kopernika. 

## Życiorys
W roku 1964 uzyskał magisterium z fizyki w zakresie fizyki teoretycznej. Od 1964 pracownik naukowy Wydziału Matematyki, Fizyki i Chemii UMK. Doktoryzował się w 4 maja 1971, habilitację uzyskał na podstawie rozprawy "Otwartopowłokowe stany elektronowe cząsteczek" w 1990. W latach 1994–2002 członek Rady Informatycznej przy Rektorze UMK, zaś od 1996-2002 pełnił funkcję prodziekana WFAiIS ds. kształcenia. Członek Polskiego Towarzystwa Fizycznego od 1964. Tytuł profesora nauk fizycznych otrzymał 22 października 2007.